# Distretto di Havsa
Il distretto di Havsa è uno dei distretti della provincia di Edirne, in Turchia.

## Amministrazioni
Oltre al centro di Havsa appartengono al distretto 22 villaggi.

### Comuni
- Havsa (centro)

### Villaggi
| - Abalar - Arpaç - Azatlı - Bakışlar - Bostanlı - Çukurköy - Habiller - Hasköy | - Kabaağaç - Köseömer - Kulubalık - Kuzucu - Musulca - Naipyusuf - Necatiye | - Oğulpaşa - Osmanlı - Söğütlüdere - Şerbettar - Tahal - Taptık - Yolageldi |